# Yeni Dereneci, Kızılcahamam
Dereneci là một xã thuộc huyện Kızılcahamam, tỉnh Ankara, Thổ Nhĩ Kỳ. Dân số thời điểm năm 2011 là 92 người.